# Monte Oave
El Monte Oave (en francés: Mont Oave) es una montaña situada en la isla Ua Pou, que es el punto más alto de las Islas Marquesas, en la Polinesia Francesa, con una altitud de 1232 metros sobre el nivel del mar.
Se trata de un volcán y su cumbre es un pilar de basalto. Con un aislamiento topográfico de 846 kilómetros, es el 55º pico más aislado del mundo.
La montaña apareció en los sellos postales franceses en 1979 y 1985. 